# Zygmunt Walter-Janke
Zygmunt Janke ps. „Walter” (ur. 21 lutego 1907 w Chojnach, obecnie Łódź, zm. 25 lutego 1990 w Pabianicach) – generał brygady Wojska Polskiego, żołnierz ZWZ i AK, ofiara represji stalinowskich, doktor nauk humanistycznych, historyk, działacz polityczny, kawaler Orderu Virtuti Militari. W latach 1940–1943 szef sztabu Okręgu Łódź ZWZ (od 1942 AK), w latach 1943–1945 szef sztabu, a później komendant Okręgu Śląsk AK. 

## Życiorys
Urodzony we wsi Chojny (obecnie rejon miasta w dzielnicy Łódź-Górna). W 1927 zdał maturę w Pabianicach i w tym samym roku wstąpił do Wojska Polskiego. Absolwent Szkoły Podchorążych Piechoty w Ostrowi Mazowieckiej – Komorowie i Szkoły Podchorążych Artylerii w Toruniu.
15 sierpnia 1930 r. Prezydent RP Ignacy Mościcki mianował go podporucznikiem ze starszeństwem z dniem 15 sierpnia 1930 roku i 22. lokatą w korpusie oficerów artylerii, a Minister Spraw Wojskowych wcielił do 7 dywizjonu artylerii konnej wielkopolskiej w Poznaniu. Był dowódcą plutonu, a następnie baterii. W latach 1937–1939 był słuchaczem Wyższej Szkoły Wojennej w Warszawie. Na stopień kapitana został awansowany ze starszeństwem z dniem 19 marca 1939 i 59. lokatą w korpusie oficerów artylerii. W kampanii wrześniowej był oficerem operacyjnym Kresowej Brygady Kawalerii, a od walk pod Karczewem został szefem sztabu.
27 września 1939 r. pod Medyką dostał się do niewoli niemieckiej. Po ucieczce z niewoli w październiku 1939 r. w Służbie Zwycięstwu Polski, następnie, po zmianach nazw tej organizacji – w Związku Walki Zbrojnej i Armii Krajowej. W latach 1940–1943 szef sztabu Okręgu Łódź ZWZ (od 1942 AK), w latach 1943–1945 szef sztabu, a później komendant Okręgu Śląskiego Armii Krajowej pełniąc tę funkcję pod pseudonimem „Walter” do ujawnienia się we wrześniu 1945 r..
Po wojnie w 1946 nauczyciel w I Liceum Ogólnokształcącym w Pabianicach. Po niespełna roku stracił tę pracę i wyjechał na Ziemie Odzyskane. Od stycznia 1949 do 1955 więziony; początkowo skazany na karę śmierci, następnie zamienioną na dożywocie. Po zwolnieniu z więzienia w 1956 r. zrehabilitowany. Ukończył wówczas historię na Uniwersytecie Łódzkim, a w roku 1975 uzyskał doktorat na Uniwersytecie Warszawskim. W latach 80. działał w Zjednoczeniu Patriotycznym „Grunwald”. 11 października 1988 r. awansowany do stopnia generała brygady w stanie spoczynku. W latach 1988–1990 członek Rady Ochrony Pamięci Walk i Męczeństwa. W lutym 1989 wszedł w skład działającej przy tej Radzie Komisji do spraw Upamiętnienia Ofiar Represji Okresu Stalinowskiego. W 1989 był także członkiem Obywatelskiego Komitetu ds. Rewaloryzacji Grobu Nieznanego Żołnierza w Warszawie, któremu przewodniczył gen. bryg. pil. Stanisław Skalski.
W uznaniu zasług w wielu miastach nadano nazwę ulicom jego imieniem.
Pochowany na cmentarzu w Pabianicach.

## Wybrane publikacje
- Podziemny Śląsk (Warszawa 1968)
- W Armii Krajowej w Łodzi i na Śląsku (Warszawa 1969)
- Śląsk jako teren partyzancki Armii Krajowej (Katowice 1986)
- W Armii Krajowej na Śląsku (Wydawnictwo Śląsk, Katowice 1986)
- Artyleria koronna w obronie niepodległości Polski 1792–1794 (Lublin 1999)

## Życie prywatne
Od 1940 był żonaty z Aurelią Kołodziejczyk, nauczycielką. Małżeństwo miało dwie córki.

## Awanse
- podporucznik – 15 sierpnia 1930
- porucznik – 1 stycznia 1930
- kapitan – 19 marca 1939
- major – 3 sierpnia 1941
- podpułkownik – 25 lipca 1944 ze starszeństwem z dniem 3 maja 1944
- generał brygady – 12 listopada 1988[11]

## Ordery i odznaczenia
- Krzyż Srebrny Virtuti Militari (dwukrotnie[potrzebny przypis], 1939 i 1944) nr 12404 (za walkę w Armii Krajowej)[12]
- Krzyż Komandorski Orderu Odrodzenia Polski
- Krzyż Kawalerski Orderu Odrodzenia Polski (1969)
- Złoty Krzyż Zasługi z Mieczami (1944)
- Krzyż Walecznych (dwukrotnie, 1939 i 1944)[potrzebny przypis]
- Krzyż Partyzancki (1959)

Medal pamiątkowy Grudziądzkiego Towarzystwa Kulturalnego dla upamiętnienia I Zjazdu oficerów służby stałej kawalerii II RP.